# Destroy All Humans! (2020)
Destroy All Humans! ist ein 2020 erschienenes Computerspiel von THQ Nordic. Es handelt sich um ein Remake des gleichnamigen Spiels von 2005. Das Spiel erschien für Xbox One, PC und PlayStation 4. Mit Destroy All Humans! 2 – Reprobed erschien 2022 ein Nachfolger.

## Handlung
Der Spieler steuert den Außerirdischen Cryptosporidium 137. Er gehört der Rasse der Furons an. Die Rasse der Furons droht auszusterben, da sie durch langwierige Kriege mit Nuklearwaffen atomarer Strahlung ausgesetzt wurden und ihre Fortpflanzungsfähigkeit verloren haben. Da die Menschen auf der Erde Furon-DNA in sich tragen, sehen die Furon in menschlicher DNA eine mögliche Lösung ihres Problems. Der Bruder von Cryptosporidium 137 wurde beim Sammeln menschlicher DNA bei Roswell abgeschossen. Cryptosporidium 137 muss sowohl menschliche DNA sammeln, als auch seinen Bruder finden.

## Spielprinzip
Der Spieler steuert seinen Charakter durch eine offene Spielwelt. Mithilfe seiner Waffen kann der Spieler Menschen töten und deren DNA extrahieren sowie Zerstörung an der Spielwelt selbst anrichten. Mit der Zeit werden die Gegner stärker. Cryptosporidium 137 kann aber mithilfe seines ständig mit ihm in Kontakt stehenden Mutterschiffes nach und nach auf verbesserte Bewaffnung zurückgreifen.

## Entwicklung
Black Forest Games entwickelte den Titel mit einem Team aus 60 Mitarbeitern. Die Dialoge wurden aus dem ursprünglichen Spiel übernommen. Die Charaktermodelle und Zwischensequenzen durch Motion Capture komplett neu erstellt. Das Spiel enthält eine Mission namens Lost Mission of Area 42, die während der Entwicklung des Originalspiels entfernt wurde.

## Rezeption
Destroy All Humans! erhielt auf Metacritic erhielt „gemischte oder durchschnittliche“ Kritiken. Bis zum 19. Mai 2021 verkaufte sich das Spiel mehr als 1 Million Mal.